# Naval Support Activity Naples
La Naval Support Activity Naples (NSA Naples) est une base militaire de l'US Navy, situé à côté de l'aéroport de Naples-Capodichino, à Naples, en Italie.
L'activité de la base est sous contrôle militaire italien et peut être gérée à tout moment par les autorités italiennes. Il abrite :
- L'United States Naval Forces Europe (Forces navales américaines en Europe),
- La sixième flotte des États-Unis.

## Historique
Le 3 octobre 1951, le quartier général de l'unité navale à terre, activités de soutien, a été créé pour soutenir les forces alliées du sud de l'Europe (Allied Joint Force Command Naples), puis la sixième flotte. 
En août 1953, l'unité de soutien devient Commander, Subordinate command, US Naval Forces Eastern Atlantic/Commander, Headquarters Support Activities, et devient US Naval Activities, Italy/US Naval Support Activity Naples en novembre 1957. L'Italie a été consolidée avec l'activité de soutien naval des États-Unis à Naples le 8 août 1966.

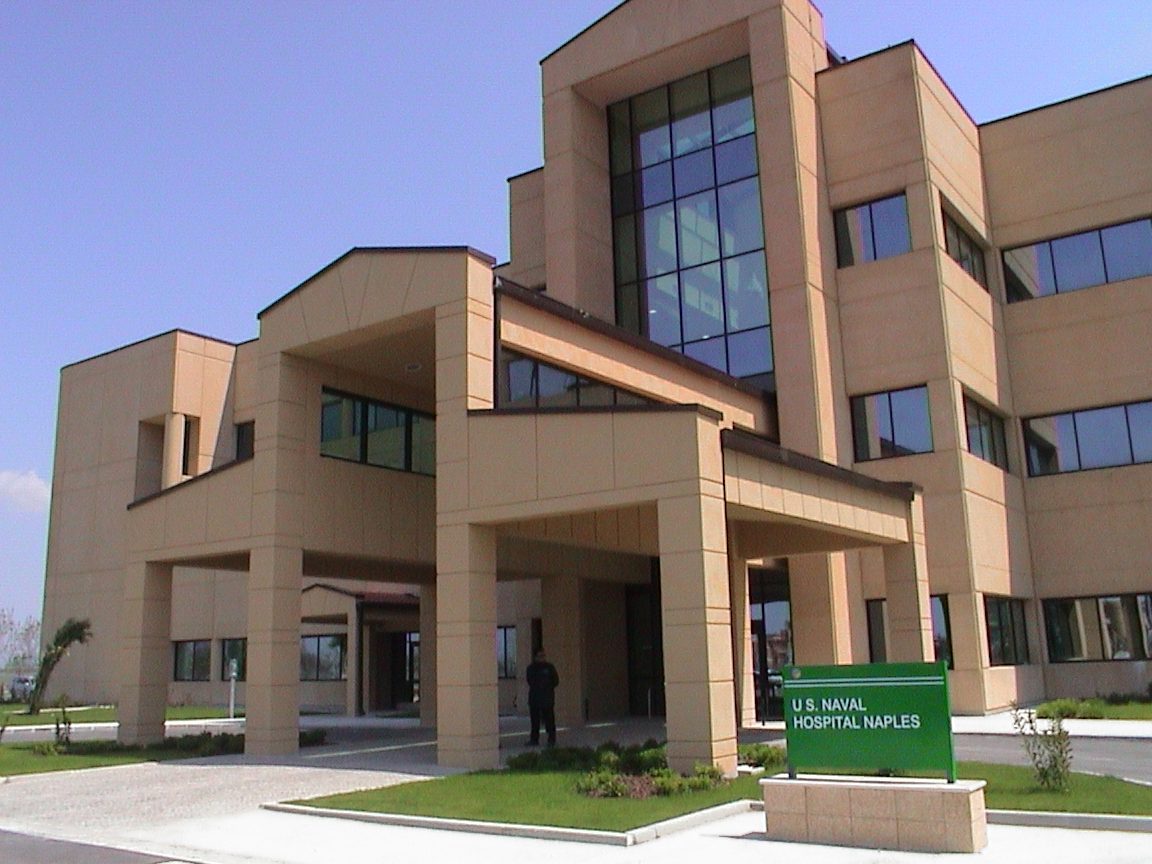
US Naval Hospital

L'U.S. Naval Hospital Naples  a été créé à Agnano en 1967 et a déménagé à Gricignano di Aversa en avril 2003. En 2005, le quartier général des forces navales américaines en Europe a déménagé de Londres à Naples. 
Le Naval Support Activity Gaeta, créé en 1967, est devenu un détachement de la NSA Naples le 10 février 2006.